# 강심제
강심제(强心劑, cardiac stimulants)는 양성 크로노트로피 또는 비뇨기성 작용을 통해 심장의 자극제 역할을 하는 물질이다.
대표적인 강심제로 코카인, 메스암페타민이  있으며 아트로핀, 에피네프린, 카페인도 강심제로 쓰인다.